# 적혈구

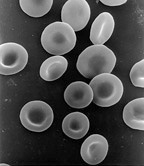
적혈구 확대사진

적혈구(赤血球, 영어: red blood cell, RBC, erythrocyte) 또는 붉은피톨(문화어: 붉은피알)은 가운데가 패인 원반 모양을 한 세포이다. 혈액 속에 들어 있으며, 이들이 혈구에 고루 분포하고 있어 혈액이 붉게 보인다.
적혈구는 허파에서 몸의 모든 세포들로 산소 운반을 위해 특화된 도넛 모양의 세포로, 고도의 산소 보유능력을 가진 헤모글로빈이라는 단백질을 개당 약 2억 8천만 개를 포함하고 있다. 그러므로 한개의 적혈구는 약 11억 2천만개의 산소 분자를 운반할 수 있다. 이 헤모글로빈에는 철을 함유하고 있어 붉은 색을 띠며, 적혈구가 붉은 색을 띠는 원인이 된다. 또한 헤모글로빈은 적혈구 건조 중량의 약 95%를 차지한다. 그리고 적혈구는 골수에서 생성되며 골수에서 처음 생성될 당시 미성숙 상태인 적혈구들은 핵을 가지고 있으나, 성숙 과정에서 세포핵이 퇴화하여 없어진다.
적혈구는 혈액의 헤모글로빈중 가장 많은 수를 차지하며, 정상 적혈구의 수명은 평균 120일이다. 혈액 1 mm³ 에 남자는 약 500만 개, 여자는 450만 개 가량의 적혈구를 가지고 있다. 적혈구는 직경이 7.2~8.4μm 정도이며, 두께는 가장 두꺼운 부분이 2~3μm, 중심 부위는 1μm 정도이다. 포유류에서는 적혈구의 양면이 오목한 쌍요면체형으로 되어 있어 어느정도 휘어질 수 있는데, 이러한 성질 때문에 좁은 모세혈관을 비교적 쉽게 통과할 수 있다. 또한 적혈구는 포도당을 에너지원으로 사용한다. 혈액형은 적혈구 세포막 외벽에 붙은 탄수화물 구조물이 항원으로 작용하여 결정된다.
적혈구를 발견한 최초의 사람은 네덜란드의 생물학자 얀 슈밤메르담(Swammerdam, J.)으로, 그는 1658년에 초기 현미경으로 개구리 피를 연구하였다.
적혈구라는 이름인 "erythrocyte"는 그리스어에서 "빨강"을 뜻하는 erythros와 "빈 용기"를 뜻하는 kytos가 변한 -cyte가 합쳐져서 만들어진 것이다.

## 형태
적혈구에는 핵이 없기 때문에 세포 중앙이 움푹 파여 있는 형태, 즉 중심부가 양쪽으로 오목한 도넛 형태를 보이고 있다. 그래서 전자현미경으로 관찰할 경우 적혈구 직경은 평균 7~8μm, 두께는 평균 2.2μm 정도 되는데 중앙 함몰 부분은 0.46~1.16μm 정도밖에 되지 않는다. 이러한 적혈구의 형태는 공 모양의 적혈구보다 혈구 표면적이 넓어 가스교환의 효율을 높여주고, 삼투압에 대한 변화나 외부 충격에 저항력을 가지게 하고, 적혈구 막에 유연성을 가지게 해 적혈구 직경보다 좁은 모세혈관(모세혈관의 직경은 약 4μm에 불과하다)을 쉽게 통과할 수 있게 한다. 적혈구 내부는 대부분 물로 구성되어 있으며 헤모글로빈(혈색소)이 약 1/3 정도 차지하고 있다. 그 외에 소량의 당, 효소, 단백질, 전해질, 비타민 등을 함유하고 있다.

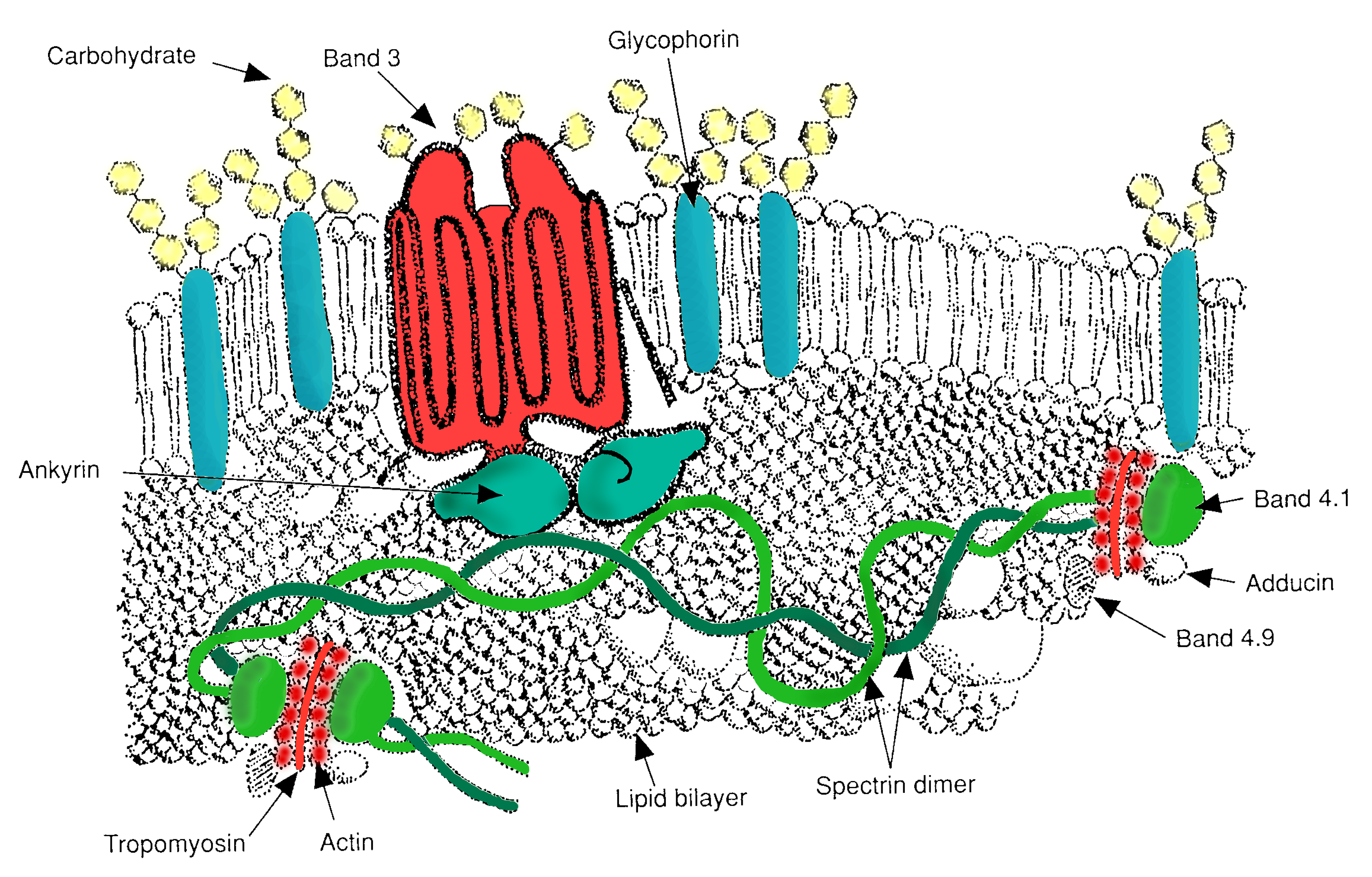
적혈구 막 구조

## 작동 원리
적혈구에서 대부분의 산소를 운반하는 물질은 철이온을 가진 헤모글로빈이다. 산소에 대한 헤모글로빈의 친화도는 혈중 수소 이온의 농도와 2,3-비스포스포글리세르산(2,3-BPG)의 영향을 받는다.
혈중 수소 이온의 농도가 높을수록(즉, pH가 낮아질수록) 산소에 대한 헤모글로빈의 친화도는 낮아진다. 이산화탄소는 체액에 용해되면 물과 반응하여 중탄산이 되면서 체액을 산성으로 만드는데, 생체 조직은 산소에서 에너지를 얻고 결과물로 이산화탄소를 발생시키므로, 생체 조직에서는 적혈구가 허파에서 얻은 산소를 쉽게 내놓게 된다.
2,3-BPG 역시 산소에 대한 헤모글로빈의 친화도를 떨어뜨린다. 순수한 헤모글로빈은 산소에 대한 친화도가 매우 높다. 실제로, 순수하게 분리해 낸 헤모글로빈은 오직 8%만의 산소만을 해리시킨다. 이것은 일반적인 생체 환경에서 77%의 산소를 해리시키는 것과는 매우 대조적이다. 이러한 차이는 혈중에 존재하는 2,3-BPG에 의해 설명될 수 있다.
한편, 혈액 내 적혈구의 수가 감소하거나 적혈구 내 헤모글로빈의 농도가 낮아지게 되면 혈액의 산소 운반능이 저하되어 빈혈이 발생한다.

## 같이 보기
- 백혈구
- 혈소판